# Phorusrhacidae
Phorusrhacidae (česky také „forusracidi“) tzv. hrůzoptáci byli středně velcí až obří nelétaví ptáci, vysocí od 0,6 až do 3,5 metru a vážící až několik stovek kilogramů. Ve své době (prakticky celé kenozoikum) patřili mezi velmi úspěšné masožravce Jižní Ameriky. Byli popsáni roku 1889 argentinským paleontologem Florentinem Ameghinem. Slovo phorusrhacos patrně znamená „lupič cárů (masa)“, odtud název celé skupiny. Jeden rod – Titanis, žil také na jihu Severní Ameriky a je asi jediným velkým predátorem, který přešel po spojení Panamské šíje před 3 miliony let na sever.
V českém prostředí se tito velcí draví opeřenci „proslavili“ zejména v Zemanově filmu Cesta do pravěku, kde děsivý Phorusrhacos chvíli pronásleduje hlavní hrdiny.

## Popis

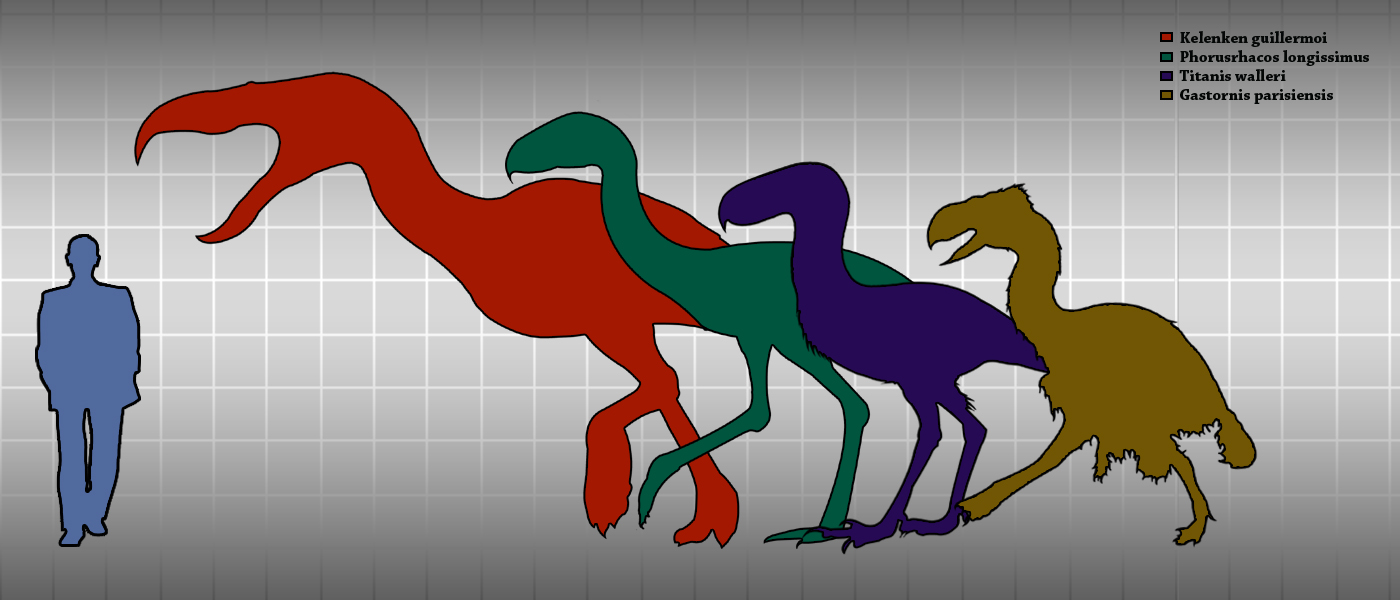
Vzájemné srovnání rodu Gastornis (žlutě) a rodů Kelenken (červeně), Titanis (modře) a Phorusrhacos (zeleně).

Tito ptáci měli vesměs dlouhé a silné nohy, které byly přizpůsobeny k rychlému běhu, odhaduje se rychlost až kolem 50 km/h. Phorusrhacos i jemu příbuzné rody měly maličká, letu neschopná křídla, která ptáci při běhu používali k udržování rovnováhy a snad i k nahánění kořisti. Některé příbuzné rody (např. Titanis) však měly zachované přední končetiny s drápy, podobné zakrnělým končetinám tyranosauridů. Zobák byl tak masivní a silný, že mohl drtit kosti. Simulace ukázaly, že i menší druhy vyvinuly při klovnutí sílu kolem 135 newtonů. Zobák dosahoval u největších rodů délky až kolem 75 cm. Pravděpodobně se živili menšími býložravými savci Jižní Ameriky, malými příbuznými notostylopse a toxodonta. Nejčastější potravou těchto „hrůzoptáků“ byli zřejmě menší kopytníci a jiní savci střední velikosti. Forusracidé jsou vzdáleně spřízněni se seriemami, které žijí i dnes v jihoamerických pampách. Poslední zástupci phorusracidů vyhynuli asi před 2–1,5 miliony let, možná však i podstatně později. Hnízdili na zemi a kladli 2 nebo 3 vejce, podobně jako dnešní seriema rudozobá. Největším známým zástupcem byl druh Kelenken guillermoi.
Forusracidi pravděpodobně dokázali velmi rychle běhat. Podle vědecké studie, publikované v roce 2017, dokázal zástupce rodu Patagornis o hmotnosti zhruba 45 kg běžet rychlostí až kolem 61,3 km/h.

## Vyhynutí

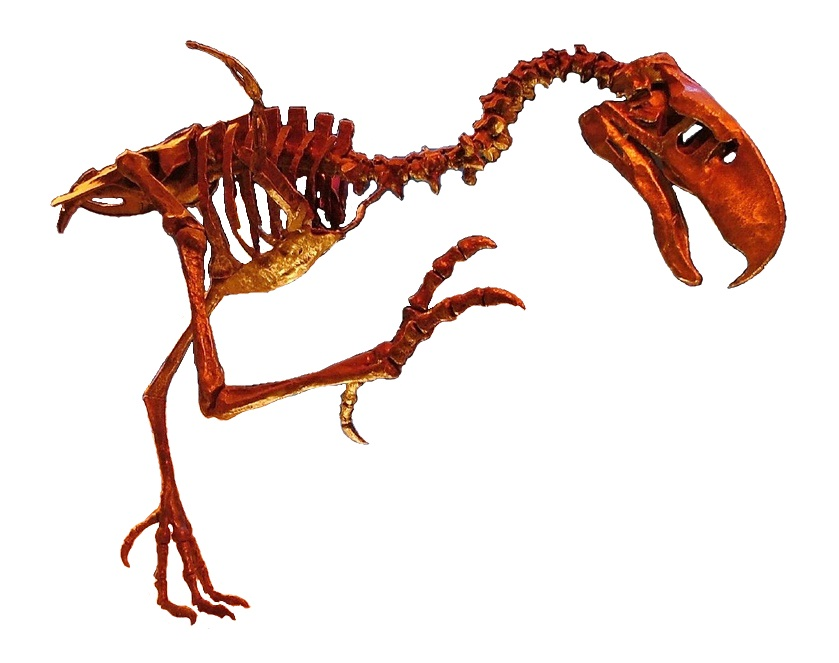
Kostra hrůzoptáka Titanis walleri

Vyhynutí této skupiny ptáků pravděpodobně souvisí s formováním panamské šíje, která se začala před 15 miliony lety tvořit prostřednictvím tektonických a vulkanických pochodů a která přibližně před 3 miliony let vytvořila pevninský most mezi Jižní a Severní Amerikou. Po něm mohly migrovat do Jižní Ameriky například kočkovité šelmy, které na do té doby izolovaném kontinentu zcela chyběly. Přesto i po této události to trvalo 1 až 1,5 milionu let, než tito draví ptáci skutečně vyhynuli. Zároveň existují doklady, že proběhla i migrace ptačích dravců do Severní Ameriky (viz Titanis), kde se po dobu své existence staly součástí vrcholu potravního řetězce tamních ekosystémů. Tato skutečnost staví do zcela nového světla široce rozšířenou teorii o neschopnosti phorusrhacidů úspěšně konkurovat velkým dravým savcům, kteří přes Panamu vešly do jejich teritorií. Přesto je stále tato jejich savčí konkurence pokládána za významný prvek v jejich vymizení. Poslední prokazatelné fosilní pozůstatky zástupců čeledi Phorusrhacidae byly objeveny ve státě Uruguay a mají stáří kolem 96 000 let (pleistocén).

## Zajímavé objevy
V roce 2023 byl publikován popis fosilních otisků stop miocenního forusracida z území Argentiny (souvrství Río Negro, stáří kolem 8 milionů let). Ichnotaxon dostal vědecké jméno Rionegrina pozosaladensis.

### V populární kultuře
Tzv. hrůzoptáci se kromě Zemanova filmu Cesta do pravěku objevují i v dokumentárních pořadech. Phorusrhacos se objevil například v dokumentech Putování s pravěkými zvířaty a Prehistorický park (v epizodě Tygr šavlozubý). Titanis a Kelenken se objevují například v dokumentu Prehistoričtí lovci.